# Сейнт Дейвидс
Сейнт Дѐйвидс (на английски: St David's; на уелски: Tyddewi, Тидѐуи) е град в югозападната част на Уелс, в графство Пембрукшър. Сейнт Дейвидс е най-малкият град във Великобритания със статут "city" с население 1 797 души (2001).

## География
Градът е разположен на река Алин, на полуостров Сейнт Дейвидс, в западните покрайнини на Уелс. В града се намира катедралата „Сейнт Дейвидс“, около която той е построен. През Средновековието това е било популярно място за поклонничество.
Сейнт Дейвидс се смята за родното място на покровителя на Уелс Свети Давид. Това е единственият град в Обединеното кралство, който е разположен изцяло в национален парк. През 1996 г. чрез кралски указ му е даден статут на град.

## Забележителности
В Сейнт Дейвидс са запазени градската порта от 13 век, останки от епископска резиденция от 14 век и древен каменен келтски кръст. Тук могат да се посетят няколко художествени галерии.

## Спорт
Местният футболен отбор се казва „ФК Сейнт Дейвидс Сити“.

## Побратимени градове
- Нейс, графство Килдеър, Ирландия
- Матсиенг, Лесото
- Орлеа, Франция